# Association des scientifiques de Nouvelle-Zélande

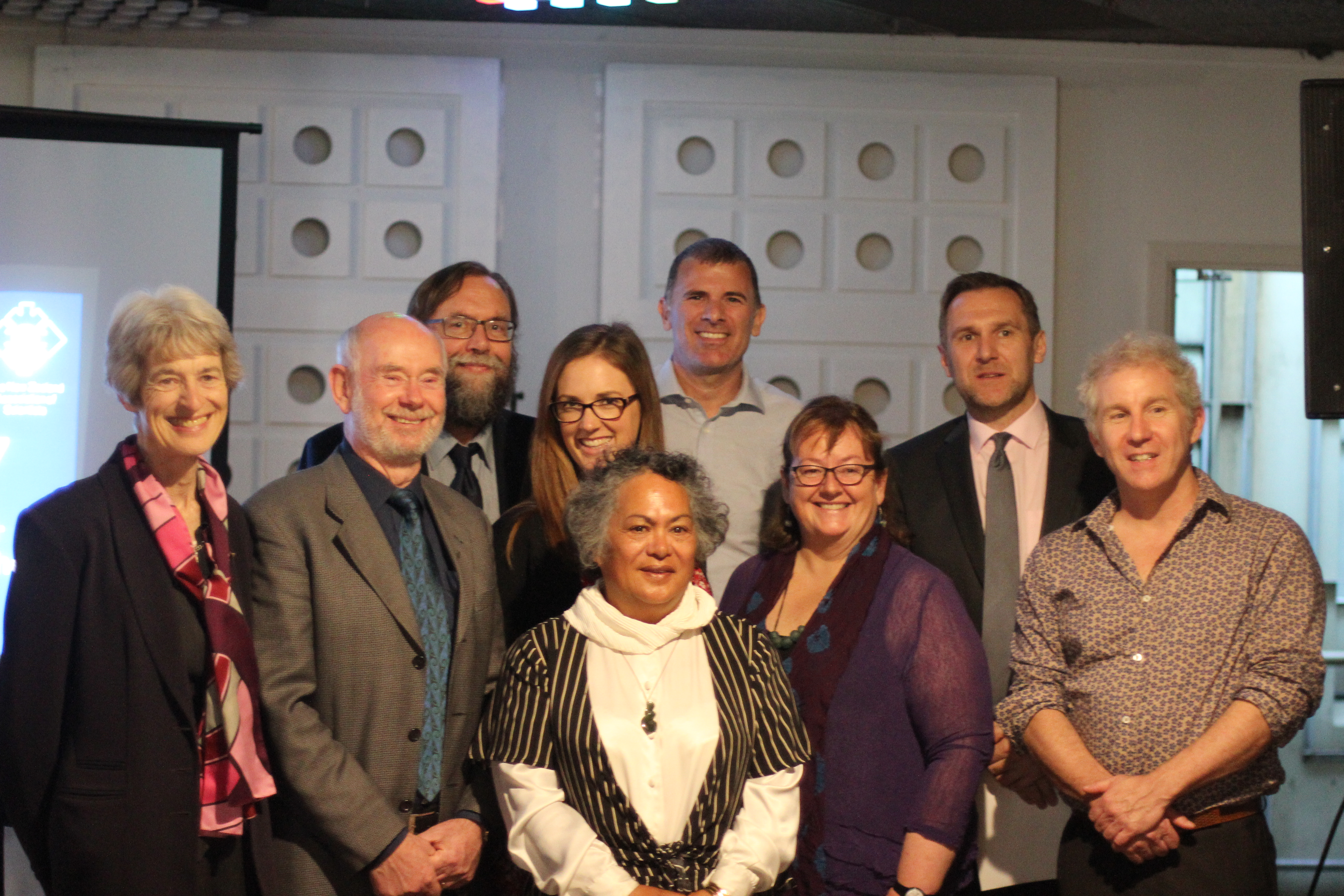
L'Association des scientifiques de Nouvelle-Zélande la nuit de remise des prix le 1 novembre 2017.

L'Association des scientifiques de Nouvelle-Zélande (New Zealand Association of Scientists) est un organisme professionnel pour les scientifiques en Nouvelle-Zélande. Elle a été fondée en 1942 sous le nom de New Zealand Association of Scientific Workers, et rebaptisée en 1954.

## Actions
Elle diffère de la Société royale de Nouvelle-Zélande dans le fait d'être un organisme indépendant à but non lucratif constituée en société et enregistrée comme organisme de bienfaisance,, plutôt que d'être constituée par une Loi du Parlement. Bien que n'étant pas entièrement non-politique, l'association met l'accent sur les aspects de la science liés à la politique et à la responsabilité sociale.
L'Association publie un journal revu par les pairs le New Zealand Science Review, qui est un « forum pour l'échange de points de vue sur la science et les questions de politique scientifique. » L'association décerne chaque année deux prix : la médaille Shorland depuis 1999 et la médaille Marsden pour service rendu à la cause ou la profession de la science.